# Немчинов, Сергей Львович

Автограф

Серге́й Льво́вич Немчи́нов (род. 14 января 1964, Москва) — советский и российский хоккеист, центральный нападающий.

## Биография
Воспитанник московского клуба «Крылья Советов». Выступал за «Крылья Советов», ЦСКА, «Локомотив» Ярославль.
В 32 играх за сборную СССР забросил 9 шайб. Серебряный призёр Олимпийских Игр 1998 года. Чемпион мира 1989, 1990. Чемпион Европы 1989, 1991. Серебряный призёр чемпионата Европы 1990. Бронзовый призёр ЧМ 1991.
Заслуженный мастер спорта СССР (1990).
Провёл 11 сезонов в НХЛ. Двукратный обладатель Кубка Стэнли («Нью-Йорк Рейнджерс», 1994 и «Нью-Джерси Дэвилз», 2000).
Чемпион СССР 1985 года в составе ЦСКА.
Чемпион России 2003 в составе ярославского «Локомотива».
Завершил карьеру в 2004 году.
В 2005—2007 годах работал тренером сборной России. В 2007—2009 годах работал главным тренером молодёжной сборной России.
В 2009 году работал спортивным директором Молодёжной хоккейной лиги.
В 2009—2011 годах был главным тренером ЦСКА. В 2009—2012 годах был генеральным менеджером ЦСКА.
С 5 мая 2015 года по 15 ноября 2017 года — директор хоккейного клуба «Торпедо» (Усть-Каменогорск, Казахстан).
С 22 марта 2020 года по 01 апреля 2021 года — спортивный директор хоккейного клуба «Адмирал».
C 1 июня 2021 года — скаут клуба «Нью-Джерси Девилз».